# Papyrus 25
Papyrus 25 (nummering volgens Gregory-Aland) of {\displaystyle {\mathfrak {P}}}25, is een oud, Grieks, handschrift op papyrus van het Nieuwe Testament met de tekst van Matteüs 18:32-34 en 19:1-3, 19:5-7; 19:9-10.
Op grond van schrifttype gaat men ervan uit dat het geschreven is in de 4e eeuw.
De Griekse tekst van deze codex kan niet worden ingedeeld doordat ze afkomstig is van een diatessaron (net als Dura Perkament 24; Unciaal 0212. Kurt Aland plaatst het in geen enkele categorie.
Het wordt bewaard in het Staatliche Museen zu Berlin (Inv. no. 16388) in Berlijn.